# Fejk
Fejk är en svensk dramaserie från 2023 som huvudsakligen vänder sig till äldre ungdomar. Serien hade premiär på SVT Play den 3 februari 2023 och första säsongen består av sex avsnitt. Serien är regisserad av Maria Karlsson Thörnqvist, som även svarat för manus. I manusarbetet har djupintervjuer med ungdomar genomförts för att bland annat fånga upp språket och hur ungdomar kommunicerar med varandra.
Serien spelades in med början i maj 2022 och utspelar sig i framför allt i Dalby och vid Vombsjön, öster om Lund. 
Seriens tittellåt, Flyga högt, har skrivits och framförs av Renaida Braun.

## Handling
Fejk handlar om tre tjejer var liv sammanflätas beroende på en dramatisk händelse där en person försvann. Ett år efter händelsen påverkas fortfarande alla involverade och riskerar att rasera både vänskap, kärlek och karriär.

## Rollista (i urval)
- Renaida Braun – Marie
- Felicia Kartal – Faye
- Frida Argento – Sandi
- Malte Gårdinger –  Dion
- Tiam Miladi – Milo
- Dakota Trancher Williams – Kevin